# 黒澤友子
黒澤 友子（くろさわ ゆうこ、1982年10月29日 - ）は東京都出身の元グラビアアイドル。サンキャラットに所属していた。

## 経歴
2001年後期のファイブスターガールの1人に選ばれた。
2006年10月24日、自らのブログで芸能活動を休止することを発表。同時に芸能人女子フットサルチーム「chakuchaku J.b」を退団することも発表された。

## 出演

### TV
- 鉄甲機ミカヅキ（2000年 - 2001年、フジテレビ） - OP・YOU 役
- Music Chat（テレビ神奈川）
- LF+Rモーニング YOUNG LIVE JAPAN（BSフジ）
- 若菜の女塾（テレビ東京）
- GAME BREAK（テレビ東京）
- 新サッカーFanTV〜挑戦者たちのフィールド（スカイパーフェクTV!）
- 2ndハウス（テレビ東京、2006年）
- グラビアの美少女（MONDO21）

### CM
- エバーグリーン
- 統一
- 田中メガネ
- パナソニック
- ナビスコ
- 宝塚チポリ

### 映画
- グロヅカ
- DRUG

## 作品

### DVD
- rainy cat黒沢ゆう子
- ゆ〜こYUKOピア！

### 写真集
- High spirits（1999年9月25日、ソフトガレージ、撮影：塚田和徳）ISBN 4921068305